# سیلپو
سیلپو (انگلیسی: Silpo) شرکت خرده‌فروشی اوکراینی است، که در سال ۲۰۰۱ تأسیس شد.